# Jarkko Nieminen
Jarkko Nieminen (ur. 23 lipca 1981 w Masku) – fiński tenisista, reprezentant w Pucharze Davisa, olimpijczyk.
Mąż czołowej fińskiej badmintonistki, Anu Nieminen.

## Kariera tenisowa
W roku 1999 zajmował 9. miejsce w rankingu juniorów i wygrał juniorski US Open w singlu, pokonując w finale Duńczyka Kristiana Plessa. Rok później oficjalnie rozpoczął karierę zawodową. Startował głównie w cyklu ATP Challenger Tour. W 2001 roku wygrał 4 turnieje tej rangi, a w swoim 2 starcie w cyklu ATP World Tour w Sztokholmie doszedł do finału, pokonując m.in. Marokańczyka Junusa al-Ajnawi'ego oraz Szwedów Thomasa Johanssona i Thomasa Enqvista, a przegrywając z Holendrem Sjengiem Schalkenem (chociaż prowadził w piątym secie finału 3:0 z podwójnym przełamaniem serwisu). Na koniec sezonu znalazł się w czołowej setce rankingu jako pierwszy Fin od 10 lat, natomiast finał turniejowy osiągnął jako pierwszy Fin od 20 lat.
W 2002 roku był w 2 finałach turniejowych na nawierzchni ziemnej. W Estoril przegrał w decydującym meczu z Davidem Nalbandianem, a na Majorce z Gastónem Gaudio. Rok później doszedł do finału w Monachium, gdzie uległ Rogerowi Federerowi. Był również w 1/8 finału Rolanda Garrosa oraz finale deblowego turnieju w Bangkoku, grając w parze z Andrew Kratzmannem.
W 2004 roku stracił 3 miesiące startów z powodu kontuzji, ale utrzymał się w czołowej setce rankingu. Zagrał natomiast na igrzyskach olimpijskich w Atenach dochodząc do 2 rundy zawodów singlowych.
W 2005 roku jako pierwszy Fin w historii doszedł do ćwierćfinału wielkoszlemowego, na US Open, ponosząc porażkę w pojedynku o awans do dalszej rundy z Lleytonem Hewittem.
W styczniu 2006 roku odniósł pierwsze zwycięstwo turniejowe, pokonując w finale w Auckland Chorwata Mario Ančicia 6:2, 6:2. Do końca sezonu osiągnął również finał w Sztokholmie, gdzie ostatecznie przegrał z Jamesem Blake.
We wrześniu 2007 roku Nieminen wygrał swój pierwszy turniej ATP World Tour w grze podwójnej na kortach twardych w Mumbaju. W parze z Robertem Lindstedtem pokonali w finale debel Rohan Bopanna–Aisam-ul-Haq Qureshi. Podczas turnieju w Bazylei, w październiku 2007 roku, pokonując m.in. Cypryjczyka Markosa Pagdatisa doszedł do finału singla, gdzie przegrał z broniącym tytułu, liderem światowego rankingu, Rogerem Federerem.
Rok 2008 Fin zakończył z 1 turniejowym finałem, w Adelaide. Będąc rozstawionym z nr 3. pokonał po drodze Jo-Wilfrieda Tsongę, jednak w finale nie sprostał Michaëlowi Llodrze. Uczestniczył również w rywalizacji singlowej igrzysk olimpijskich w Pekinie, z której został wyeliminowany w 1 rundzie.
W roku 2009 Nieminen osiągnął na początku sezonu finał singla w Sydney przegrywając w decydującym meczu z Davidem Nalbandianem. Wcześniej zdołał pokonać będącego na 3. miejscu w rankingu Novaka Đokovicia. W lutym awansował wspólnie z Rohanem Bopanną do finału halowego turnieju w San José. Pojedynek finałowy ostatecznie przegrali z parą Tommy Haas–Radek Štěpánek. Następnie z powodu kontuzji nadgarstka Fin nie mógł grać przez kilka miesięcy i do Touru powrócił w drugiej połowie sezonu.
Pod koniec lipca 2010 roku wygrał drugi turniej deblowy rozgrywek ATP World Tour. Wspólnie z Johanem Brunströmem pokonali w finale turnieju w Gstaad brazylijski debel Marcelo Melo–Bruno Soares. Na początku października Nieminen dotarł do finału zawodów singlowych w Bangkoku, eliminując po drodze m.in. finalistę z 2009, Viktora Troickiego. Pojedynek o mistrzostwo przegrał z Guillermo Garcíą Lópezem. W tym samym miesiącu Fin awansował wraz z Johanem Brunströmem do finału w Sztokholmie. W meczu o tytuł para Brunström–Nieminen nie sprostała jednak deblowi Eric Butorac–Jean-Julien Rojer.
W połowie października 2011 roku Nieminen dotarł do finału w Sztokholmie. Finałowe spotkanie przegrał z Gaëlem Monfilsem. Była to zarazem dziesiąta porażka Fina w finale singla w karierze.
Na początku 2012 roku wygrał drugi turniej singlowy, w Sydney. W finale pokonał Juliena Benneteau wynikiem 6:2, 7:5. W zawodach gry podwójnej podczas tego samego turnieju Nieminen osiągnął finał. W parze z Matthew Ebdenem nie sprostali braciom Bryan, Mike'owi oraz Bobowi. Latem zagrał po raz trzeci na igrzyskach olimpijskich w Londynie. Doszedł tam do 2 rundy zawodów singlowych.
Pierwszy finał do jakiego Fin dotarł w 2013 roku miał miejsce w maju w Monachium, w konkurencji gry podwójnej. Nieminen grał wówczas w parze z Dmitrijem Tursunowem, a w finale pokonali 6:1, 6:4 Erica Butoraca i Markosa Pagdatisa. Pod koniec tego samego miesiąca Fin dotarł do finału gry pojedynczej w Düsseldorfie, gdzie nie sprostał Juanowi Mónaco.
Na początku sierpnia 2014 roku Nieminen wygrał po raz czwarty zawody w grze podwójnej, tym razem w Kitzbühel. Dokonał tego wspólnie z Henrim Kontinenem.
W kolejnym sezonie zwyciężył w piątym deblowym turnieju, zawodach w Buenos Aires, gdzie partnerował mu André Sá. W meczu mistrzowskim tenisiści odnieśli zwycięstwo 6:4, 4:6, 10–7 nad parą Pablo Andújar–Oliver Marach. 9 listopada 2015 zakończył karierę zawodniczą.
Od roku 1999 Nieminen był reprezentantem Finlandii w Pucharze Davisa. Rozegrał dla zespołu 85 meczów. W singlu wygrał 45 pojedynków, natomiast 14 w deblu.
Najwyżej sklasyfikowany w rankingu singlistów był na 13. miejscu w lipcu 2006 roku, z kolei w zestawieniu deblistów pod koniec stycznia 2008 roku zajmował 45. pozycję.

### Finały w turniejach ATP World Tour

#### Gra pojedyncza (2–11)
| Legenda                                                  |
| Wielki Szlem (0–0)                                       |
| Igrzyska olimpijskie (0–0)                               |
| Tennis Masters Cup / ATP World Tour Finals (0–0)         |
| ATP Masters Series / ATP World Tour Masters 1000 (0–0)   |
| ATP International Series Gold / ATP World Tour 500 (0–0) |
| ATP International Series / ATP World Tour 250 (2–10)     |

| Wygrane według nawierzchni |
| Twarda (2–6)               |
| Ceglana (0–4)              |
| Trawiasta (0–0)            |
| Dywanowa (0–1)             |

| Końcowy wynik | Nr  | Data                 | Turniej    | Nawierzchnia    | Przeciwnik             | Wynik finału            |
| Finalista     | 1.  | 28 października 2001 | Sztokholm  | Twarda (hala)   | Sjeng Schalken         | 6:3, 3:6, 3:6, 6:4, 3:6 |
| Finalista     | 2.  | 14 kwietnia 2002     | Estoril    | Ceglana         | David Nalbandian       | 4:6, 6:7(5)             |
| Finalista     | 3.  | 5 maja 2002          | Majorka    | Ceglana         | Gastón Gaudio          | 2:6, 3:6                |
| Finalista     | 4.  | 4 maja 2003          | Monachium  | Ceglana         | Roger Federer          | 1:6, 4:6                |
| Zwycięzca     | 1.  | 14 stycznia 2006     | Auckland   | Twarda          | Mario Ančić            | 6:2, 6:2                |
| Finalista     | 5.  | 15 października 2006 | Sztokholm  | Twarda (hala)   | James Blake            | 4:6, 2:6                |
| Finalista     | 6.  | 28 października 2007 | Bazylea    | Dywanowa (hala) | Roger Federer          | 3:6, 4:6                |
| Finalista     | 7.  | 5 stycznia 2008      | Adelaide   | Twarda          | Michaël Llodra         | 3:6, 4:6                |
| Finalista     | 8.  | 18 stycznia 2009     | Sydney     | Twarda          | David Nalbandian       | 3:6, 7:6, 2:6           |
| Finalista     | 9.  | 3 października 2010  | Bangkok    | Twarda (hala)   | Guillermo García-López | 4:6, 6:3, 4:6           |
| Finalista     | 10. | 23 października 2011 | Sztokholm  | Twarda (hala)   | Gaël Monfils           | 5:7, 6:3, 2:6           |
| Zwycięzca     | 2.  | 15 stycznia 2012     | Sydney     | Twarda          | Julien Benneteau       | 6:2, 7:5                |
| Finalista     | 11. | 25 maja 2013         | Düsseldorf | Ceglana         | Juan Mónaco            | 4:6, 3:6                |

#### Gra podwójna (5–4)
| Legenda                                                  |
| Wielki Szlem (0–0)                                       |
| Igrzyska olimpijskie (0–0)                               |
| Tennis Masters Cup / ATP World Tour Finals (0–0)         |
| ATP Masters Series / ATP World Tour Masters 1000 (0–0)   |
| ATP International Series Gold / ATP World Tour 500 (0–0) |
| ATP International Series / ATP World Tour 250 (5–4)      |

| Wygrane według nawierzchni |
| Twarda (1–4)               |
| Ceglana (4–0)              |
| Trawiasta (0–0)            |
| Dywanowa (0–0)             |

| Końcowy wynik | Nr | Data                 | Turniej      | Nawierzchnia  | Partner          | Przeciwnicy w finale               | Wynik finału      |
| Finalista     | 1. | 28 września 2003     | Bangkok      | Twarda (hala) | Andrew Kratzmann | Jonatan Erlich Andy Ram            | 3:6, 6:7(4)       |
| Zwycięzca     | 1. | 30 września 2007     | Mumbaj       | Twarda        | Robert Lindstedt | Rohan Bopanna Aisam-ul-Haq Qureshi | 7:6(3), 7:6(5)    |
| Finalista     | 2. | 15 lutego 2009       | San José     | Twarda (hala) | Rohan Bopanna    | Tommy Haas Radek Štěpánek          | 2:6, 3:6          |
| Zwycięzca     | 2. | 1 sierpnia 2010      | Gstaad       | Ceglana       | Johan Brunström  | Marcelo Melo Bruno Soares          | 6:3, 6:7(4), 11–9 |
| Finalista     | 3. | 24 października 2010 | Sztokholm    | Twarda (hala) | Johan Brunström  | Eric Butorac Jean-Julien Rojer     | 4:6, 6:7(4)       |
| Finalista     | 4. | 15 stycznia 2012     | Sydney       | Twarda        | Matthew Ebden    | Bob Bryan Mike Bryan               | 1:6, 4:6          |
| Zwycięzca     | 3. | 5 maja 2013          | Monachium    | Ceglana       | Dmitrij Tursunow | Markos Pagdatis Eric Butorac       | 6:1, 6:4          |
| Zwycięzca     | 4. | 2 sierpnia 2014      | Kitzbühel    | Ceglana       | Henri Kontinen   | Daniele Bracciali Andriej Gołubiew | 6:1, 6:4          |
| Zwycięzca     | 5. | 1 marca 2015         | Buenos Aires | Ceglana       | André Sá         | Pablo Andújar Oliver Marach        | 6:4, 4:6, 10–7    |

### Starty wielkoszlemowe (gra pojedyncza)
| Turniej          | 2002  | 2003  | 2004  | 2005  | 2006  | 2007  | 2008  | 2009  | 2010  | 2011  | 2012  | 2013  | 2014  | 2015  | Wygrane turnieje | Bilans w turnieju |
| ---------------- | ----- | ----- | ----- | ----- | ----- | ----- | ----- | ----- | ----- | ----- | ----- | ----- | ----- | ----- | ---------------- | ----------------- |
| Australian Open  | 1R    | 3R    | 2R    | 3R    | 3R    | 2R    | QF    | 1R    | 2R    | 1R    | 1R    | 2R    | 2R    | 3R    | 0 / 14           | 16–14             |
| French Open      | 3R    | 4R    | –     | 2R    | 1R    | 3R    | 3R    | –     | 1R    | 1R    | 2R    | 2R    | 2R    | 1R    | 0 / 12           | 13–12             |
| Wimbledon        | 2R    | 3R    | –     | 1R    | QF    | 3R    | 2R    | –     | 2R    | 1R    | 2R    | 1R    | 2R    | 2R    | 0 / 12           | 14–12             |
| US Open          | 1R    | 2R    | 1R    | QF    | 1R    | 1R    | 3R    | 2R    | 1R    | 1R    | 2R    | 2R    | 1R    | 1R    | 0 / 14           | 10–14             |
| Wygrane turnieje | 0 / 4 | 0 / 4 | 0 / 2 | 0 / 4 | 0 / 4 | 0 / 4 | 0 / 4 | 0 / 2 | 0 / 4 | 0 / 4 | 0 / 4 | 0 / 4 | 0 / 4 | 0 / 4 | 0 / 52           | N/A               |
| Bilans spotkań   | 3–4   | 8–4   | 1–2   | 7–4   | 6–4   | 5–4   | 9–4   | 1–2   | 2–4   | 0–4   | 3–4   | 3–4   | 3–4   | 3–4   | N/A              | 54–52             |